# Shawn Mokuahi Garnett
Shawn Mokuahi Garnett (* 10. Mai 1982 in Mililani Town, Hawaii) ist ein US-amerikanischer Musiker, Hörfunkmoderator und Filmschauspieler.

## Karriere
Als Musiker gibt Shawn Mokuahi Garnett auf der ganzen Insel Auftritte mit Gesang und Gitarre.
Ab 2012 spielte er in der Fernsehserie Hawaii Five-0 den humorvollen Charakter „Flippa Tupuola“. Ab 2019 wiederholte er in der Serie Magnum P.I. in vier Folgen diese Rolle.
Er ist seit 2016 beim Karibik/Reggae-Radiosender KQMQ als Moderator als Sidekick von Augie Tulba in der Morgenshow. Sonntags hat er seine eigene Sendung von 10 bis 14 Uhr.

## Filmografie
- 2012–2020: Hawaii Five-0 (Fernsehserie, 47 Folgen)
- 2019–2021: Magnum P.I. (Fernsehserie, 4 Folgen)
- 2020: Aloha Surf Hotel

## Diskografie
- 2013: Slowly but Surely (EP)